# Dicranomyia (Dicranomyia) insularis
Dicranomyia (Dicranomyia) insularis is een tweevleugelige uit de familie steltmuggen (Limoniidae). De soort komt voor in het Australaziatisch gebied.